# Mutlangen
Mutlangen est une commune de Bade-Wurtemberg (Allemagne), située dans l'arrondissement d'Ostalb, dans la région de Wurtemberg-de-l'Est, dans le district de Stuttgart.

## Historique
Durant la guerre froide, une base de l'armée de terre des États-Unis y est créé en 1853. Elle y abritait les composants et les ogives nucléaires des missiles MGM-31 Pershing II du 56th Artillery Command (en) entre novembre 1983 et 1990.

## Personnalités
- Anton Hinderberger (1886–1963), doyen de la cathédrale de Rottenburg ; président et initiateur du diocèse, premier citoyen d'honneur de Mutlangen
- Heinz Hartmann (né en 1924), maire (1954–1986)
- Ines Pohl (né en 1967), journaliste
- Joachim Pfeiffer (né en 1967), homme politique du parti CDU, membre du Bundestag
- Alexander Zorniger (né en 1967), entraîneur de football
- Anja Jantschik (né en 1969), journaliste et écrivain
- Jochen Schneider (né en 1970), directeur sportif de la VfB Stuttgart
- Alexander Delle (né en 1974), homme politique du parti NPD, ancien membre du Landtag en Saxe
- Ernst Karl Schassberger (né en 1975), cuisinier
- Timo Bader (né en 1983), écrivain
- Anna Bader (né en 1983), plongeuse de haut-vol (médaille de bronze au championnat du monde de natation de 2013)
- Arthur Abele (né en 1986), athlète
- Simon Schempp (né en 1988), biathlète
- Cro (né en 1990), rappeur allemand